# Cinéma pur
Ne pas confondre avec  Mouvement du cinéma pur
Le Cinéma pur est un courant de cinéma d'avant-garde qui a vu le jour à Paris au début des années 1920 pour connaître son apogée au milieu des années 1930.
Le terme fut d'abord employé par Henri Chomette pour qualifier un genre de cinéma axé sur des éléments cinématographiques purs comme la composition visuelle ou le rythme du montage. Chomette a d'ailleurs illustré sa théorie à travers des films devenus légendaires dans l'histoire du cinéma, comme les courts-métrages Jeux des reflets et de la vitesse (1925) et Cinq minutes de cinéma pur (1926). Le mouvement compte aussi parmi ses grands créateurs des artistes liés au mouvement Dada comme Man Ray (L'Étoile de mer), René Clair (Entr'acte), Fernand Léger (Ballet mécanique), Marc Allégret, Jean Grémillon, Dudley Murphy, et Marcel Duchamp. Le mouvement inclut également certains des plus grands films de la pionnière Germaine Dulac, notamment son film La Coquille et le Clergyman, tourné en 1927 et dont le scénario a été écrit en collaboration avec Antonin Artaud.
La plupart de ces artistes ne projetaient pas leurs films dans les circuits traditionnels des salles du cinéma mais plutôt dans des cafés littéraires ou des galeries d'art, la ville la plus active dans ce mouvement ayant été Paris. Les dadaïstes voyaient dans le cinéma pur un art propre à transcender les notions d'intrigue dramatique ou de ridiculiser la fonction de personnage comme des attributs "bourgeois" et conservateurs de la narration cinématographique. 
Le terme de cinéma pur indique que les procédés plastiques qu'il emploie ne peuvent fonctionner que dans le cinéma, ce qui implique l'usage d'une image en mouvement. Ces œuvres ne pourraient pas exister sous d'autres formes que filmées, car elles ont besoin des moyens plastiques qui font l'originalité du cinéma : le montage, le mouvement de caméra, le travail de l'image par image...